# Castorocauda
Castorocauda – wymarły rodzaj ziemno-wodnego ssaka z rodziny Docodontidae w obrębie rzędu dokodontów (Docodonta). Castorocauda lutrasimilis żyła w jurze, ok. 164 mln lat temu.
Odkryty w 2004 roku na terenie Mongolii Wewnętrznej (Chiny). W skład znaleziska wchodził szkielet wraz z obrysem futra. Osiągał długość 40 cm i masę ciała 0,5 kg. Uzębienie wyraźnie wskazuje na drapieżny tryb życia. Zapewne odżywiał się wodnymi bezkręgowcami.
Etymologia nazwy rodzajowej: łac. castor, castoris „bóbr”, od gr. καστωρ kastōr, καστορος kastoros „bóbr”; łac. cauda „ogon”. Epitet gatunkowy: łac. lutra „wydra”; similis, simile „podobny, przypominający”.